# Ludwig Erck
Ludwig Erck (* 12. März 1896 in Mannheim/Marinowka, Ukraine; † 8. Dezember 1937 im Sonderlager Solowezki) war ein deutsch-russischer römisch-katholischer Geistlicher und Märtyrer. 

## Leben
Ludwig Erck stammte aus einer wolgadeutschen Familie im Bistum Tiraspol. Er studierte Theologie an den Priesterseminaren Saratow und Odessa und schloss 1918 ab. Dann ging er für 5 Jahre als Lehrer an eine Schule in Sibirien. 1923 in die Ukraine zurückgekehrt, wurde er im Mai 1924 von Bischof Anton Zerr in Selz zum Priester geweiht. Bis 1927 war er Pfarrer in Sulz, Oblast Mykolajiw. Dann ging er nach Slawgorod in der Region Altai. Dort wurde er am 8. September 1929 festgenommen, am 23. März 1930 zu 10 Jahren Lagerhaft verurteilt und am 25. August auf die Solowezki-Inseln gebracht. Im Juni 1931 wurde er auf der Insel Anser erneut festgenommen und zu einem Jahr Einzelzelle verurteilt. Am 25. November 1937 wurde er zum Tode verurteilt und im Dezember erschossen.

## Gedenken
Die Römisch-katholische Kirche in Deutschland nahm Pfarrer Ludwig Erck als Märtyrer in das deutsche Martyrologium des 20. Jahrhunderts auf.